# Lizzie Halliday
Lizzie Halliday (1859 – 28 tháng 6 năm 1918) là một kẻ giết người hàng loạt người Mỹ gốc Iceland. Năm 1894, bà trở thành người phụ nữ đầu tiên bị kết án tử hình bằng ghế điện. Bản án của Halliday đã được giảm nhẹ và bà đã dành phần còn lại của cuộc đời mình trong một trại tâm thần. Bà đã giết một y tá trong khi bị bắt và được cho là đã giết hai người chồng đầu tiên của mình.

## Tiểu sử
Lizzie Halliday, tên gốc là Eliza Margaret McNally, sinh khoảng năm 1859 tại County Antrim, Iceland. Gia đình chuyển đến Hoa Kỳ khi bà còn nhỏ (được cho là ba hoặc tám tuổi).